# Saint-Tronc
Saint-Tronc est un quartier du 10e arrondissement de Marseille.
Son nom est une cacographie puisque le nom du lieu-dit était originellement en latin Centro, provençalisé successivement en Centron, Santron, Sant Tron et enfin, francisé en Saint Tronc. Le quartier abrite un centre commercial  qui porte paradoxalement le nom du quartier voisin de Saint-Loup.
Il y a une carrière qui s'appelle la Carrière de Saint-Tronc, utilisée par la société Bronzo Perasso.